# Ischaemum koleostachys
Espèce
Synonymes
- Andropogon decussatus Steud.[1]
- Andropogon galloinsulanus Steud.[1]
- Andropogon koleostachys Steud.[1]

Ischaemum koleostachys est une espèce de plantes monocotylédones de la famille des Poaceae, famille des Panicoideae, endémique de l'île de La Réunion, département français d'outre-mer situé dans le sud-ouest de l'océan Indien,  et de l'île Maurice.
Ce sont des plantes herbacées vivaces cespiteuses aux tiges dressées de 60 cm de long environ, et aux inflorescences composées de racèmes.